# Every Strangers' Eyes
"Every Strangers' Eyes" (en español, "Los ojos de todos los desconocidos") es una canción escrita por Roger Waters en 1983 para su primer álbum como solista The Pros and Cons of Hitch Hiking. La canción fue interpretada en la gira presentación del trabajo, así como también en la gira In the Flesh  Live de 1999–2002. Además, el tema está incluido en el álbum de edición limitada Flickering Flame:The Solo Years Volume 1, que compila la obra de Waters.
Su título, tal como aparece en el álbum de estudio, es "5:06 AM (Every Stranger's Eyes)".
- Datos: Q3489725